# Trøllanes

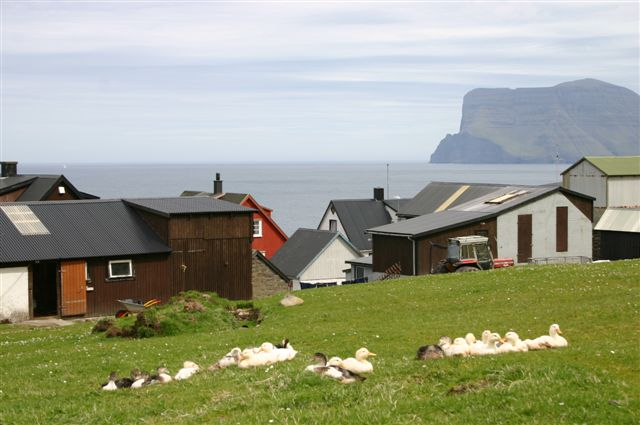
Trøllanes met in verte de noordpunt van Viðoy

Trøllanes is het noordelijkste dorp op het eiland Kalsoy op de Faeröer; het behoort tot de gemeente Klaksvík. Trøllanes heeft 23 inwoners. De postcode is FO 798. De tunnel naar Mikladalur werd in 1985 geopend voor het verkeer. Op de noordpunt van het eiland, genaamd Kallur, 2 km ten noorden van Trøllanes, staat een vuurtoren.